# El agente 212
El agente 212, El poli Martín o Lalo Laley, cuyo título original en francés es L'Agent 212, es una serie de cómic humorística franco-belga creada en 1975 por el guionista Raoul Cauvin y por el dibujante Daniel Kox para "Spirou", que presenta a un agente de policía bonachón y metepatas.

## Trayectoria
La primera aparición del agente 212 tuvo lugar en el número 1939 del semanario Spirou, publicado el 12 de junio de 1975.
En España se publicó en tres revistas con un título diferente en cada una de ellas: El agente 212 en Spirou Ardilla (1979-1981), El poli Martín en Fuera Borda (1984-1985) y Lalo Laley en Guai! (1986-1989).

## Personajes
Agente 212
Agente de policía vocacional, cuyo verdadero nombre es Arthur Delfouille. Se enfrenta a todos los contratiempos de su profesión de forma ingenua, torpe pero simpática. 
Louise Delfouille
Esposa atenta y paciente, aunque con carácter. Muy cariñosa, Luisa discute con Arthur cuanto hace falta, pero también lo apoya en todo lo que emprende y lo defiende sin complejos cuando su madre hace comentarios despectivos sobre él. 
Albert
Otro agente, amigo (y a menudo cómplie) del agente 212.
Raoul Lebrun
Comisario de policía, debe aguantar las numerosas meteduras de pata del agente 212 (cuando no las ssufre como víctima) y, por consiguiente, las reprimendas de sus superiores. A veces, esto ha supuesto que l hayan degradado a dirigir la circulación 
La suegra de Arthur
A menudo invitada a la casa por su mujer, detesta a Arthur, del que habla mal a sus espaldas. El propio Arthur se venga a veces de ella.

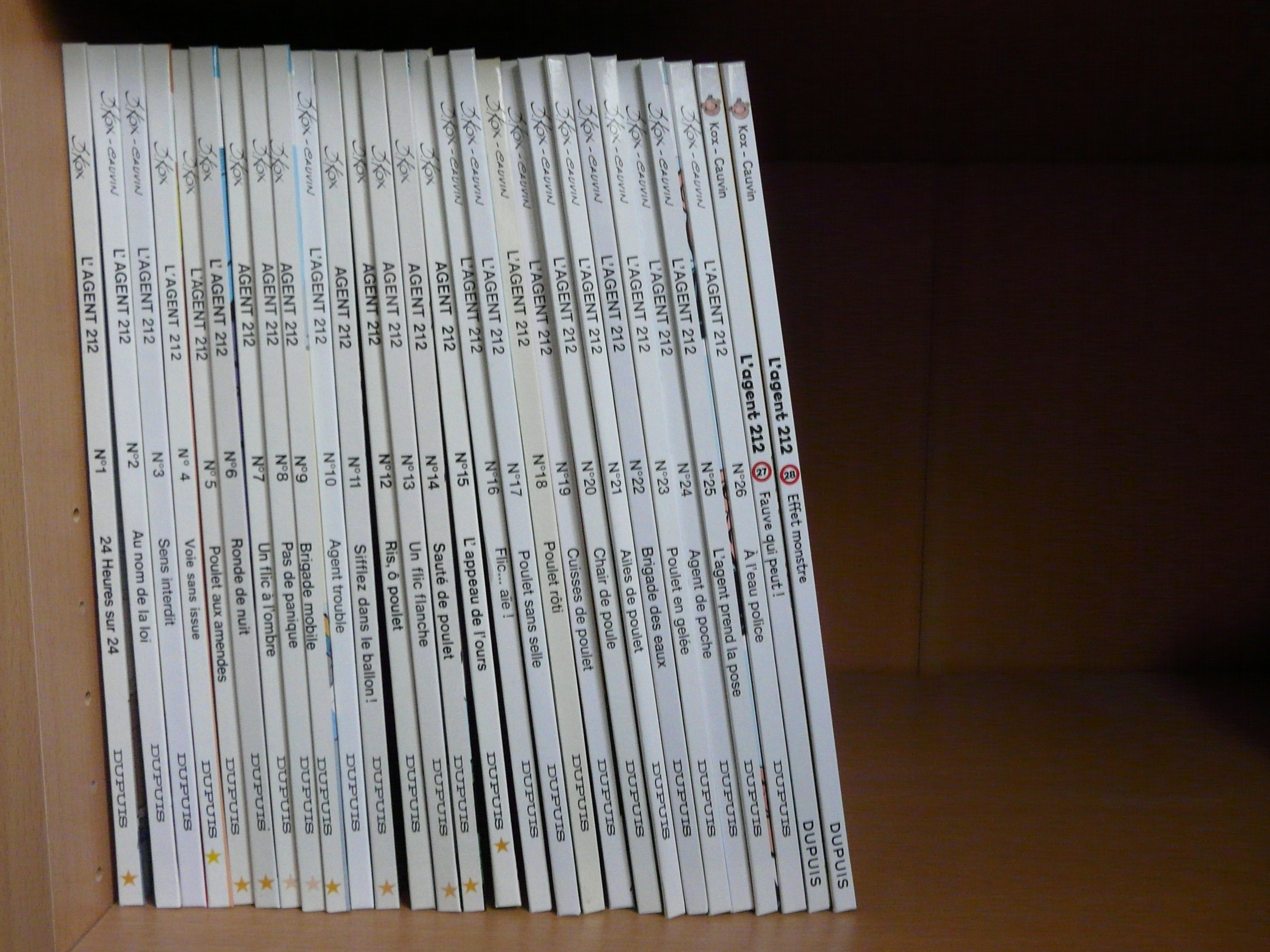
Lomos de los álbumes hasta el n.º 28.